# Antonio de Viana
Antonio de Viana (La Laguna, Tenerife, 1578 - ¿1650?) fue un historiador, médico y poeta canario. Estudió en Sevilla la Licenciatura de Medicina, que terminó en 1606. Es posiblemente en esta ciudad donde conoció a Lope de Vega.

## Biografía
Desde 1607 prestó sus servicios al Cabildo de Tenerife para llevar a cabo la atención de los enfermos del hospital. También en Sevilla ocupó la plaza de médico cirujano del Hospital del Cardenal. En 1630, ante el notable aumento de su fama, sus contemporáneos tinerfeños consiguieron convencerle y llevarle nuevamente a la isla, con su antiguo cargo espléndidamente remunerado. En 1633 se trasladó a Las Palmas de Gran Canaria, donde ejerció gran parte de su profesión. Fue médico del obispo Murga, elevando aún más su reputación entre miembros de tribunales y altas personalidades de otros órganos residentes en la ciudad grancanaria.
En cuanto a su faceta de historiador y poeta se le achaca que en sus escritos se haya inventado parte de los nombres guanches que aparecen. Viera y Clavijo también se basó en algunos de los escritos del poeta Viana para parte de la Historia de Canarias, con el consiguiente error en la denominación de los nombres aborígenes que han perdurado a nuestro tiempo.

## Obras
- Antigüedades de las Islas Afortunadas (1604), poesía de gran valor que aporta una importante información sobre las costumbres y etnografía isleñas.
- Conquista de Tenerife.
- Aparecimiento de la imagen de Candela'' (1637), ensayo.